# Николай Гочев
Николай Вълков Гочев е български класически филолог и преводач на съчинения на Аристотел и Платон.

## Биография
Роден на 9 юни 1964 г. в София. По баща произхожда от Тракия, а по майка – от Македония. Завършва НГДЕК (1983) и Атинския университет (1993). Преподава старогръцка литература и класическа древност в Софийския университет „Св. Климент Охридски“. Асистент (1993 – 1997), старши асистент (1997 – 1999), главен асистент (1999 – 2003) и доцент (от 2003) в катедрата по класическа филология. Доктор по история на философията с дисертация на тема „Античния херметизъм – извори, доктрина, изследвания и структура на централния мит“ (1999).
Преводач е на „Херметически корпус“, „Антигона“ на Софокъл и „Метафизика“ на Аристотел.
Създател (2002) и ръководител на магистърската програма „Антична култура и литература“ (СУ). Основател и пръв председател на Асоциацията за развитие на университетското класическо образование (2005). Пътувал е из Европа и Близкия изток между Варшава, Авиньон, Тбилиси и Абу Симбел.
Женен е за Димка Гочева, с която има дъщеря – Леда, и син – Теодор.